# Just Gold
Just Gold è un cortometraggio muto del 1913 scritto e diretto da D.W. Griffith.

## Trama
Quattro fratelli sono messi davanti alla scelta di restare a casa o di seguire la via dell'oro. Tre di loro diventano cercatori mentre il quarto resta con i genitori. La sua ricompensa sarà l'amore di una dolce ragazza. I suoi fratelli, invece, divisi dall'avidità, non saranno altrettanto fortunati.

## Produzione
Il film fu prodotto dalla Biograph Company. Venne girato in California.

## Distribuzione
Distribuito dalla General Film Company, il film - un cortometraggio di una bobina - uscì nelle sale cinematografiche USA il 24 maggio 1913.